# 伊阙之战
伊闕之戰是前293年秦国将领白起在伊闕（今河南省洛陽市洛龍區龍門街道）擊敗魏、韩、东周三国联军，擒杀联军主将公孫喜的战役，此战秦国共斩首敌军24万。

## 背景
前295年，赵武灵王死后，秦国主动调整与诸侯之间的关系。同年，秦昭襄王免去赵武灵王所信任的楼缓的相位，改用魏冉为国相，又主动与楚国修好，援助楚国粮食五万石。次年，齐国也改变了对诸侯的外交策略。齐湣王采纳祝弗的建议，免去主张以秦国为敌的孟尝君的相位，改用秦国五大夫吕礼为相。经过一系列外交调整，秦、齐两国又重新交好。齐国得以全力攻打宋国，而秦国则向临近的韩、魏两国发动战争，扩展土地。同年，秦昭襄王派兵攻打韩国，向寿夺取了武始（今河北省武安市南），左庶长白起夺取了新城（今河南省伊川县西南）。

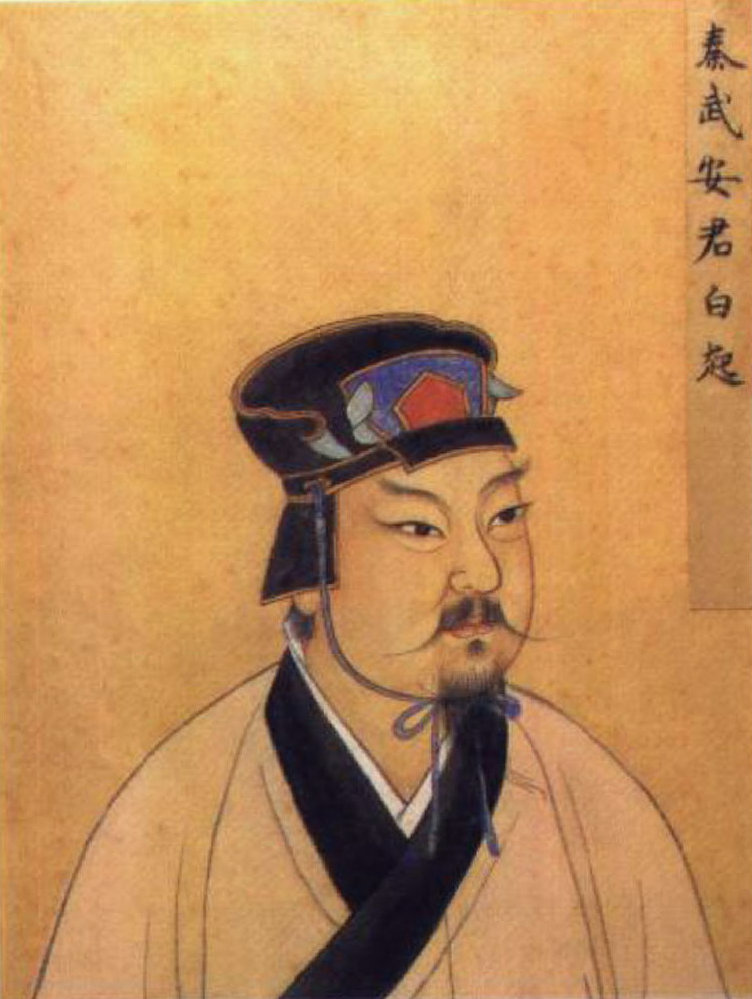
指挥伊阙之战的秦国主将白起

## 过程
前293年，在魏冉的推荐下，白起升任左更，接替向寿出任主将。同年，韩、魏、东周联军以魏将公孙喜为主帅，率兵进军至伊阙与秦军对峙。战争中秦国方面兵力不及韩、魏联军的一半，联军方面韩军势单力薄，希望魏军主动进攻，而魏军则倚仗韩军精锐，想让韩军打头阵。秦军主将白起利用韩、魏两国联军想保留实力、互相推诿、不肯先战的弱点，先设疑兵牵制韩军主力，然后集中兵力出其不意猛攻魏军。魏军战败后致使韩军溃败而逃，秦军乘胜追击，取得大胜。伊阙之战秦军共斬首24萬，秦军占领伊阙及五座城池，魏军主將公孫喜被俘后遭处决。战后白起因功升任国尉。同年，白起趁韩、魏两国在伊阙之战惨败之机，率兵渡过黄河，夺取了安邑（今山西省运城市夏县西北）以东到乾河的大片土地。

## 战后

### 秦国
借助伊阙之战的大胜，秦国乘胜继续向韩、魏两国发动进攻。前292年，白起升任大良造，率军攻打魏国，夺取魏城（山西省永济市东）；攻下垣邑（山西省运城市垣曲县东南），但没有占领。次年，白起率军攻打韩国，夺取了宛（今河南省南阳市宛城区一带）、叶（今河南省叶县南）。前290年，左更司马错率军夺取了魏国的轵（今河南省济源县东南）和韩国的邓（今河南省孟州市西），又与白起合兵再次攻下垣邑。在秦国的连续打击下，魏、韩两国被迫割地求和。魏国割让河东郡四百里，韩国割让武遂（今山西省临汾市西南）之地二百里。次年，秦国再次派兵攻打魏国。司马错率军冲绝河桥夺取了河雍（今河南省孟州市西），又夺取了河内郡大小城池61座。白起夺取了蒲阪（今山西省永济市北）、皮氏（山西省河津市西）。面对秦国的攻势，魏国被迫贿赂赵惠文王及赵国的奉阳君李兑，希望借助赵国的力量来阻止秦国的进攻。

### 西周国
伊阙之战后，秦国趁机想进攻西周国。西周公子周最派使者游说赵国的奉阳君李兑，想让秦、魏两国重新开战，这样既保全了西周，赵国又可坐观秦、魏两国交战，从中调解取得渔翁之利。西周君又派周足为使者出使秦国，自己亲自前往魏国请求魏昭王的援助，而魏昭王以上党郡危急为由拒绝援助。
西周君在回国途中路过魏国的梁囿，十分喜爱。大臣綦毋恢指出魏国的温囿并不比梁囿差，并向西周君自荐说不但能得到魏国的援助，还能得到温囿。綦毋恢游说魏昭王指出魏国如不援助西周，那西周将投靠秦国，如此两国合兵进围南阳（太行山以南），将切断韩、魏两国通往上党郡的要道。如果魏王答应派3万人帮助西周驻守边境，并且把温囿以每年120金的价格租给西周君，那么西周便不会投靠秦国。如此既可以保证上党郡的安全，也可以通过租借温囿多获得40金的租金。魏昭王采纳了綦毋恢的建议，派芒卯献出温囿，又答应派兵帮助西周驻守边境。在西周国的一系列外交活动下，秦国最终未能攻打西周。

### 魏国
秦国在伊阙之战取胜后，驻留在伊阙，魏昭王被迫派公孙衍割地求和。有人建议魏昭王加封窦屡为关内侯，让他出使赵国割让少量土地贿赂赵国的奉阳君李兑，让李兑从中调停引起秦国内部争执，这样魏国也可以少割土地。西周大臣綦毋恢也劝说公孙衍不要多割地给秦国，因为如果两国议和成功，魏国就会得到秦国的支持；如果两国议和失败就会重新开战，多割地属于毫无意义之举。

### 韩国及东周国
前290年，韩国的城阳君和东周君入秦求和。但秦国此时大举攻韩，城阳君不能返回韩国，被迫出奔至齐国。